# Ștefan Mihăilescu-Brăila
Ștefan Mihăilescu-Brăila (* 3. Februar 1925 in Brăila, Rumänien; † 19. September 1996 in Bukarest, Rumänien) war ein rumänischer Schauspieler.

## Leben
Ștefan Mihăilescu-Brăila debütierte 1949 am Theater und war ab 1958 beim Rumänischen Film zu sehen. Neben Spielfilmen in Wer ist Milliardär?, Die Wege der Söhne und September war  er auch mit Im Staub der Sterne und Das verschollene Inka-Gold in zwei DEFA-Produktionen zu sehen. Parallel dazu spielte er regelmäßig auf unterschiedlichen Theaterbühnen.
Mit einer Körpergröße von geschätzten 1,62 bis 1,65 m war Mihăilescu-Brăila unterdurchschnittlich klein. Er war legendär für seine Gedächtnisleistung und konnte laut eigener Aussage textreiche Rollen schnell auswendig lernen. So schaffte er bis zu 2000 Wörter pro Tag und 14.000 Wörter in der Woche. Außerdem galt der Schauspieler als besonders schwierige Persönlichkeit, als reizbar, eigenbrötlerisch und genial. Völlig vereinsamt verstarb er am 19. September 1996 im Alter von 71 Jahren.

## Filmografie (Auswahl)
- 1958: Hallo, falsch verbunden (Alo? Ați greșit numărul)
- 1960: Dem Täter auf der Spur (Portretul unui necunoscut)
- 1961: Der Mensch neben dir (Omul de lângă tine)
- 1961: Europolis (Porto-Franco)
- 1964: Das weiße Zimmer (Camera albă)
- 1964: Der Schatz von Vadul Vechi (Comoara din Vadul Vechi)
- 1966: Der Aufstand (Răscoala)
- 1967: Der Major und der Tod (Maiorul și moartea)
- 1969: Wer öffnet die Tür? (Cine va deschide ușa?)
- 1969: Zwei Männer und der Tod (Doi bărbați pentru o moarte)
- 1970: Die Belagerung (Asediul)
- 1972: Heute abend tanzen wir im Kreise der Familie (Asta-seară dansăm în familie)
- 1972: Mit reinen Händen (Cu mîinile curate)
- 1973: Die Wege der Söhne (Tatăl risipitor)
- 1975: Das Elixier der Jugend (Elixirul tinereții)
- 1975: Ein Kriminalkommissar klagt an (Un comisar acuză)
- 1975: Sonntag auf brennender Erde (Mastodontul)
- 1975: Unruhe im Delta (Alarmă în deltă)
- 1976: Auf den Spuren der Daker (Misterul lui Herodot)
- 1976: Im Staub der Sterne
- 1978: Ich, Du und Ovid (Eu, tu, și... Ovidiu)
- 1978: September (Septembrie)
- 1978: Das verschollene Inka-Gold
- 1979: Fahrerflucht (Accident)
- 1979: Wer ist Milliardär? (Nea Mărin miliardar)
- 1980: Schöne Augen für Despina (Ciocolata cu alune)
- 1982: Ausweis für Bukarest (Buletin de București)
- 1982: Der Sohn der Berge (Fiul munților)
- 1983: Das Duell (Duelul)